# کمیاب (آلبوم سلنا گومز)
کمیاب (به انگلیسی: Rare) سومین آلبوم استودیویی انفرادی توسط خواننده آمریکایی، سلنا گومز است که در ۱۰ ژانویه سال ۲۰۲۰ توسط اینترسکوپ رکوردز منتشر شد. گومز این آلبوم را «دفتر خاطرات چند سال گذشته» خود توصیف کرد. کمیاب، یک آلبوم پاپ، رقص و تندا است که با تأثیرات از آراندبی، موسیقی پاپ لاتین و موسیقی الکترونیکی آمیخته شده و به طرز ترقی، به مضامینی مانند عشق به خود، پذیرش و توانمندسازی می‌پردازد. هنرمندانی همچون کید کادی و سیکس‌لک در این آلبوم بعنوان مهمان حضور ویژه داشته‌اند.
کمیاب توسط چهار تک آهنگ حمایت شد، در حالی که سه تک آهنگ اول به جمع ۳۰ ترانه ۱۰۰ آهنگ داغ بیلبورد رسید: تک آهنگ پیشرو «تو را از دست دادم تا خودم را دوست داشته باشم» که در ۲۳ اکتبر ۲۰۱۹ منتشر شد، در صدر ۱۰۰ داغ قرار گرفت و به اولین شماره یک گومز تبدیل شد. تک‌آهنگ دوم «حالا نگاهش کن» یک روز در ایالات متحده بعد منتشر شد و در ۱۰۰ داغ در رتبه ۲۷ قرار گرفت و تک‌آهنگ سوم «کمیاب» به رتبه ۳۰ رسید.
این آلبوم نقدهای مثبتی از منتقدین موسیقی، که از تولید و انسجام آن استقبال می‌کردند به دست آورد و آن را بهترین آلبوم گومز تا به امروز دانستند.

## فهرست ترانه‌ها
| کمیاب – نسخۀ استاندارد | کمیاب – نسخۀ استاندارد                         | کمیاب – نسخۀ استاندارد |
| شماره                  | نام                                            | مدت                    |
| ---------------------- | ---------------------------------------------- | ---------------------- |
| ۱.                     | «کمیاب»                                        | ۳:۴۰                   |
| ۲.                     | «دوباره برقص»                                  | ۲:۵۰                   |
| ۳.                     | «حالا نگاهش کن»                                | ۲:۴۲                   |
| ۴.                     | «تو را از دست دادم تا خودم را دوست داشته باشم» | ۳:۲۶                   |
| ۵.                     | «حلقه»                                         | ۲:۲۸                   |
| ۶.                     | «آسیب‌پذیر»                                     | ۳:۱۲                   |
| ۷.                     | «افرادی که می‌شناسی»                            | ۳:۱۴                   |
| ۸.                     | «بگذار مرا بدست آوری»                          | ۳:۰۹                   |
| ۹.                     | «اتاق شلوغ» (با همراهی سیکس‌لک)                 | ۳:۰۶                   |
| ۱۰.                    | «یک جورهایی دیوانه»                            | ۳:۳۲                   |
| ۱۱.                    | «سرگرم‌کننده»                                   | ۳:۰۹                   |
| ۱۲.                    | «قطع کن»                                       | ۳:۰۲                   |
| ۱۳.                    | «مکانی شیرین‌تر» (با همراهی کید کادی)           | ۴:۲۳                   |
| مجموع مدت:             | مجموع مدت:                                     | ۴۱:۵۳                  |

| کمیاب – نسخۀ دیلاکس بین‌المللی و تارگت | کمیاب – نسخۀ دیلاکس بین‌المللی و تارگت | کمیاب – نسخۀ دیلاکس بین‌المللی و تارگت |
| شماره                                 | نام                                   | مدت                                   |
| ------------------------------------- | ------------------------------------- | ------------------------------------- |
| ۱۴.                                   | «دروغگوی بد»                          | ۳:۳۴                                  |
| ۱۵.                                   | «فتیش» (با همراهی گوچی مان)           | ۳:۰۶                                  |
| ۱۶.                                   | «اون من نیستم» (با همراهی کیگو)       | ۳:۴۰                                  |
| ۱۷.                                   | «برگشتن به تو»                        | ۳:۳۰                                  |
| ۱۸.                                   | «گرگ‌ها» (با همراهی مارشملو)           | ۳:۱۷                                  |
| مجموع مدت:                            | مجموع مدت:                            | ۵۹:۰۹                                 |

| کمیاب – نسخۀ وینیل | کمیاب – نسخۀ وینیل | کمیاب – نسخۀ وینیل |
| شماره              | نام                | مدت                |
| ------------------ | ------------------ | ------------------ |
| ۱۴.                | «احساسم کن»        | ۳:۴۶               |
| مجموع مدت:         | مجموع مدت:         | ۴۵:۳۸              |

| کمیاب – نسخۀ ویژه ژاپنی سی‌دی+دی‌وی‌دی | کمیاب – نسخۀ ویژه ژاپنی سی‌دی+دی‌وی‌دی | کمیاب – نسخۀ ویژه ژاپنی سی‌دی+دی‌وی‌دی |
| شماره                               | نام                                 | مدت                                 |
| ----------------------------------- | ----------------------------------- | ----------------------------------- |
| ۱۴.                                 | «دوست پسر»                          | ۲:۴۱                                |
| ۱۵.                                 | «سوغاتی»                            | ۲:۴۱                                |
| ۱۶.                                 | «او»                                | ۲:۵۲                                |
| ۱۷.                                 | «احساسم کن»                         | ۳:۴۶                                |
| مجموع مدت:                          | مجموع مدت:                          | ۵۳:۵۵                               |

| کمیاب – نسخۀ دیلاکس | کمیاب – نسخۀ دیلاکس                           | کمیاب – نسخۀ دیلاکس |
| شماره               | نام                                           | مدت                 |
| ------------------- | --------------------------------------------- | ------------------- |
| ۱.                  | «دوست پسر»                                    | ۲:۴۱                |
| ۲.                  | «تو را از دست دادم تا خودم را دوست داشته‌باشم» | ۳:۲۶                |
| ۳.                  | «کمیاب»                                       | ۳:۴۰                |
| ۴.                  | «سوغاتی»                                      | ۲:۴۱                |
| ۵.                  | «حالا نگاهش کن»                               | ۲:۴۲                |
| ۶.                  | «او»                                          | ۲:۵۲                |
| ۷.                  | «اتاق شلوغ» (با همراهی سیکس‌لک)                | ۳:۰۶                |
| ۸.                  | «آسیب‌پذیر»                                    | ۳:۱۲                |
| ۹.                  | «دوباره برقص»                                 | ۲:۵۰                |
| ۱۰.                 | «حلقه»                                        | ۲:۲۸                |
| ۱۱.                 | «مکانی شیرین‌تر» (با همراهی کید کادی)          | ۴:۲۳                |
| ۱۲.                 | «افرادی که می‌شناسی»                           | ۳:۱۴                |
| ۱۳.                 | «قطع کن»                                      | ۳:۰۲                |
| ۱۴.                 | «بگذار مرا بدست آوری»                         | ۳:۰۹                |
| ۱۵.                 | «یک‌جورهایی دیوانه»                            | ۳:۳۲                |
| ۱۶.                 | «سرگرم‌کننده»                                  | ۳:۰۹                |
| ۱۷.                 | «احساسم کن»                                   | ۳:۴۶                |
| مجموع مدت:          | مجموع مدت:                                    | ۵۳:۵۵               |